# Доминиканская вдовушка
Доминика́нская вдо́вушка (лат. Vidua macroura) — вид птиц семейства вдовушковых. Подвидов не выделяют. Обитает в Африке. Питается семенами и насекомыми. Подобно кукушке, подкладывает свои яйца в гнёзда других птиц.

## Этимология
Видовое название образовано от двух греческих слов: makros — длинный и oura — хвост.

## Описание
Небольшие птицы с длиной туловища 11—12 см и массой тела — 12—18 г. У самца в брачном наряде очень длинный хвост, из-за чего общая длина птицы может достигать 30—32 см. Клюв короткий, внешний облик характерный для воробьинообразных птиц. В негнездовой период птицы одеты в скромный коричневато — чёрный наряд. В брачном наряде самца превалируют жёлто-красные и чёрные тона.
Песня птицы представляет из себя серию повторяющихся односложных звуков, таких как «цип, цеп, цук, тяп, цррр, ви».

## Размножение

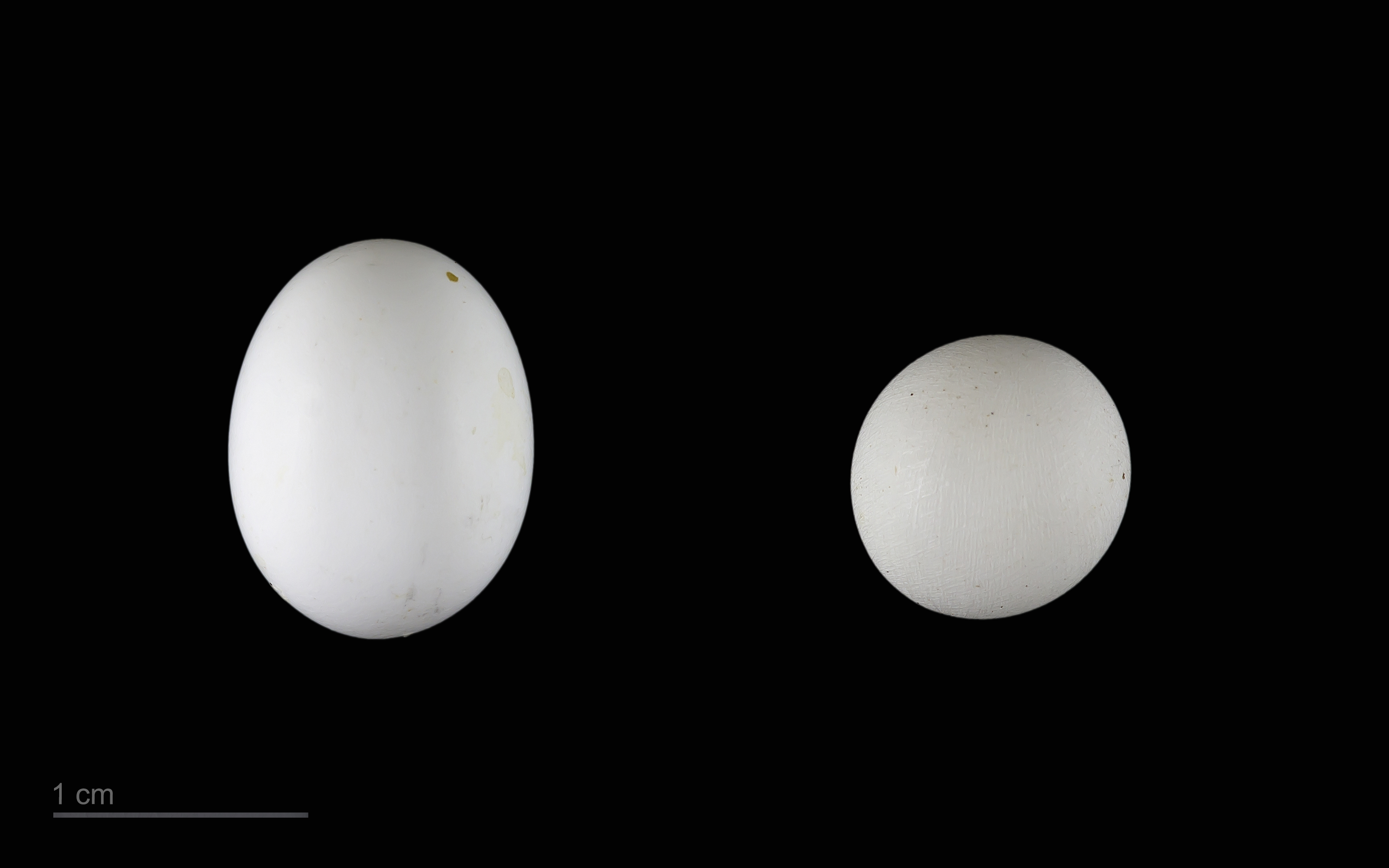
яйцо Vidua macroura + Lonchura cucullata - Тулузский музей

Брачный период приходится на сезон дождей. Доминиканские вдовушки являются гнездовыми паразитами и размножаются в тот же период, что и птицы-воспитатели — середина лета — начало осени.

## Питание
Бо́льшую часть рациона составляют семена растений, которые птица собирает с земли. Также в рацион могут входить и насекомые, например, летающие термиты. Самка в период размножения склёвывает яйца птицы-воспитателя.

## Распространение
Доминиканские вдовушки распространены на большой территории Африки южнее пустыни Сахара.